# Telemetria
A telemetria nagy távolságú adattovábbítást, távoli méréseket és vezérlést lehetővé tévő, jellemzően vezeték nélküli kommunikációs rendszer. A görög téle= 'távoli, messzire', és metreó= 'mér' szavakból ered.

## Használata
A telemetrikus rendszer folyamatosan méri és küldi a mért eszközről az információkat a távoli megfigyelő számára.
A telemetria egyik leglátványosabb felhasználása a Formula–1-es autóversenyeken látható, ahol a műszaki szakemberek folyamatosan követik és elemzik a versenyautók adatait.
A telemetria rendszereket drónokban is használják a repülés közbeni paraméterek változtatására.

## Külső hivatkozások
- Idegen szavak szótára
- Forma1-es telemetria Archiválva 2012. május 14-i dátummal a Wayback Machine-ben
- Airbus 380 első repülésének telemetriai ellenőrzése